# Hexel
Hexel is een buurtschap in de gemeente Hellendoorn in de Nederlandse provincie Overijssel. Het ligt dicht in de buurt van Nijverdal. Hexel behoort samen met Notter, Zuna en Noetsele tot de oude buurtschappen tussen Rijssen en Nijverdal. Van oorsprong maakt Hexel deel uit van de buurtschap Noetsele.

## Geschiedenis
Hexel ligt aan de voet van de Sallandse Heuvelrug. Onbekend is wanneer zich hier de eerste bewoners hebben gevestigd. Van oorsprong is het gebied erg schraal omdat de stuwwal weinig keileem bevat.
Dit gebied zal daarom voor de prehistorische mens niet erg aantrekkelijk zijn geweest. Er zijn voor zover bekend in deze omgeving weinig sporen van prehistorische bewoning gevonden.
De esgronden zijn later pas vruchtbaarder geworden door het opbrengen van grote hoeveelheden plaggenmest.

## Citaat
Achter op het Hexel, 
woar de boerderiejen verkroepertje spölt, 
zol ik graag will'n wonen as de tied de oadem inhölt.
(Willem van Noesel, 1943-2014)
Hoofdplaats: Nijverdal      Dorpen: Daarle · Daarlerveen · Haarle · Hellendoorn

Buurtschappen: Eelen · Egede · Hankate · Hexel · Hulsen · Marle · Noetsele · Overwater · Piksen · Rhaan · Schuilenburg

Overijssel · Steden en dorpen      Nederland · Provincies · Gemeenten